# Melanesian Spearhead Group
O Melanesian Spearhead Group (MSG) (em inglês) ou Groupe Fer de Lance Mélanésien (GFLM) (em francês), podendo ser traduzido como Grupo de Ponta de Lança Melanésia ou Grupo da Vanguarda Melanésia, é uma organização intergovernamental, composta pelos quatro estados melanésios de Fiji, Papua Nova Guiné, Ilhas Salomão e Vanuatu, e pela Frente de Libertação Nacional Canaca e Socialista da Nova Caledônia. Em junho de 2015, a Indonésia foi reconhecida como membro associado.
Foi fundado como um encontro político em 1986. Em 23 de março de 2007, os membros assinaram o Acordo de Estabelecimento do Melanesian Spearhead Group, formalizando o grupo sob o direito internacional. Sua sede é em Porto Vila, Vanuatu. Um edifício de secretariado foi construído pela República Popular da China e entregue ao MSG em novembro de 2007. O primeiro Diretor Geral do Secretariado foi Rima Ravusiro de Papua Nova Guiné. Desde abril de 2016, Amena Yauvoli de Fiji dirige o Secretariado da organização.

## Objetivos
O Melanesian Spearhead Group foi formado com o foco de promover o crescimento econômico entre os países melanésios. Os objetivos do grupo são:
1. Promover e fortalecer o comércio entre os membros, a troca de culturas, tradições, valores e igualdade soberana melanésia;
2. Fomentar a cooperação econômica e técnica entre os membros; e
3. Alinhar as políticas dos países membros e avançar nos objetivos compartilhados de crescimento econômico, desenvolvimento sustentável, boa governança e segurança.

Uma das principais características do MSG é o Acordo de Comércio do Melanesian Spearhead Group, um acordo comercial preferencial sub-regional estabelecido para promover e acelerar o desenvolvimento econômico por meio das relações comerciais e fornecer uma estrutura política para consultas e revisões regulares, com o objetivo de garantir que o comércio, tanto em termos de exportações quanto de importações, seja realizado em um verdadeiro espírito de solidariedade melanésia e seja feito com base no preceito de nação mais favorecida. Negociações são realizadas regularmente entre os líderes dos membros para considerar o progresso e as atualizações do acordo. Após uma revisão em 2005, o acordo cobre 180 artigos isentos de imposto fiscal.

## História

### Formação
O Melanesian Spearhead Group foi concebido em 1986 entre os três países insulares melanésios do Pacífico, Papua-Nova Guiné, Vanuatu e Ilhas Salomão. O Acordo de Comércio do MSG foi assinado em 1993 pelos então países-membro. Na 6ª Reunião de Funcionários do Comércio e Economia do grupo, realizada em 16 de abril de 1997 em Honiara, a delegação de Fiji indicou sua disposição para aderir ao acordo. Esta iniciativa foi endossada pela Cúpula de Líderes da organização de 1997. Fiji tornou-se membro formal do Acordo de Comércio do MSG em 14 de abril de 1998. A 9ª reunião de Funcionários de Comércio e Economia do MSG foi realizada em Papua-Nova Guiné nos dias 29 e 30 de novembro de 2000. Nesta reunião, foi aceita a expansão das classificações tarifárias em um Cronograma de Produtos de quatro para seis dígitos, facilitando assim o comércio dentre os Estados-membro ao remover a ambiguidade na identificação de produtos nos pontos de entrada da alfândega. O acordo é consistente com o Acordo Geral sobre Tarifas e Comércio (GATT) e foi aprovado e reconhecido pelo Comitê de Arranjos Regionais da Organização Mundial do Comércio (OMC) como compatível e atendendo aos requisitos do Artigo 24 do Acordo GATT/OMC.
O Secretariado do Melanesian Spearhead Group foi estabelecido em maio de 2008 após anos de operação de forma ad hoc. A abertura de um escritório permanente em Porto Vila, Vanuatu, marcou uma nova fase para o grupo, que passou a organizar e gerenciar seus assuntos de maneira mais estruturada.

### Política
Mais recentemente, o Melanesian Spearhead Group esteve fortemente envolvido nas discussões políticas após a suspensão de Fiji do Fórum das Ilhas do Pacífico em maio de 2009.
Em julho de 2010, Fiji expulsou o alto comissário interino da Austrália, acusando-o de causar o adiamento de uma reunião chamada Engaging Fiji. A Austrália respondeu que a expulsão estava relacionada à falta de democracia no país. Uma reunião alternativa foi realizada apesar da pressão da Austrália e da Nova Zelândia. A reunião foi atendida pelo Primeiro-ministro Michael Somare de Papua-Nova Guiné, Primeiro-ministro Derek Sikua das Ilhas Salomão, Presidente Anote Tong de Kiribati, Primeiro-ministro Apisai Ielemia de Tuvalu, e Primeiro-ministro Frank Bainimarama de Fiji.
O Melanesian Spearhead Group também está envolvido no conflito de Papua, que envolve o governo indonésio e um movimento separatista de Papua Ocidental. O papel do MSG em elevar o perfil internacional do movimento de independência canaca da Nova Caledônia fez com que os ativistas pela independência de Papua Ocidental reconhecessem a importância de sua adesão. O Conselho Nacional de Libertação de Papua Ocidental (WPNCL) espera usar a organização como uma plataforma internacional para lutar pela independência.
No entanto, a Indonésia também solicitou a adesão ao MSG em 2010, argumentando que o país abriga 11 milhões de melanésios, principalmente nas 5 províncias do Leste da Indonésia; Papua, Papua Ocidental, Molucas, Molucas Setentrionais e Sonda Oriental. A Indonésia obteve o status de país observador em 2011 com o apoio de Fiji e Papua-Nova Guiné. Timor-Leste foi concedido o status de país observador em 2011.
Em maio de 2013, Buchtar Tabuni, o líder do Comitê Nacional da Papua Ocidental (KNPB) apoiou a ideia de que, se Papua Ocidental fosse concedida independência, ele apoiaria a adesão ao MSG.
O Movimento Unido de Libertação da Papua Ocidental (ULMWP) foi formado em dezembro de 2014. Uma segunda solicitação do movimento de independência da Papua Ocidental foi enviada em 2015 pelo ULMWP, liderado pelo porta-voz Benny Wenda.

### Expansão
Entre 24 e 26 de junho de 2015, a reunião da cúpula dos países membros em Honiara, Ilhas Salomão concluiu com decisões importantes: Indonésia foi elevada a membro associado do grupo — tornando-se a representante oficial da região de Papua Ocidental, enquanto o ULMWP permaneceu como país observador. O movimento independentista foi considerado apenas como representante dos papuanos ocidentais fora do país.
Apesar de ter sido negada a adesão plena, o secretário-geral do ULMWP, Octavianus Mote, considerou o status de país observador positivamente, dizendo que o reconhecimento diplomático ajudaria em sua causa. "Pode ser que não sejamos um membro pleno do MSG, mas uma porta foi aberta para nós. Vamos nos sentar à mesa com a Indonésia como iguais," afirmou.
No entanto, a adesão da Indonésia ao MSG lhes concedeu uma maior influência na política melanésia do que ao ULMWP. No Melanesian Spearhead Group, a representação oficial da Indonésia será os governadores das cinco províncias melanésias da Indonésia. O primeiro-ministro de Fiji, Frank Bainimarama, que apoiou a adesão da Indonésia, argumentou que seu voto foi guiado por vários princípios principais na abordagem do conflito de Papua. "A soberania da Indonésia sobre Papua Ocidental não pode ser questionada, e a província é parte integrante da Indonésia, então, ao lidarmos com Papua Ocidental e seu povo, o MSG não tem escolha a não ser lidar com a Indonésia, de maneira positiva e construtiva," afirmou. Após a decisão de elevar a Indonésia ao status de membro associado, o governo da Indonésia, pela primeira vez, sediou o Festival Cultural Melanésio 2015 em Cupão, Sonda Oriental, de 26 a 30 de outubro de 2015, visando melhorar a cooperação entre os países melanésios. O festival contou com a participação de todos os membros da organização, exceto Vanuatu e Timor-Leste.

## Países membros
| País             | Head of Government                                                                            | Status           |
| ---------------- | --------------------------------------------------------------------------------------------- | ---------------- |
| Timor-Leste      | Presidente José Ramos-Horta                                                                   | país observador  |
| Fiji             | Primeiro-ministro Sitiveni Rabuka                                                             | país membro      |
| Indonésia        | Presidente Joko Widodo                                                                        | membro associado |
| Nova Caledônia   | Representante-chefe Victor Tutugoro Frente de Libertação Nacional Canaca e Socialista (FLKNS) | partido político |
| Papua-Nova Guiné | Primeiro-ministro James Marape                                                                | país membro      |
| Ilhas Salomão    | Primeiro-ministro Manasseh Sogavare                                                           | país membro      |
| Vanuatu          | Primeiro-ministro Charlot Salwai                                                              | país membro      |
| Papua Ocidental  | Secretário-geral Octavianus Mote Movimento Unido de Libertação da Papua Ocidental (ULMWP)     | país observador  |

| País             | País                                              | População | População  | Status                            |
| ---------------- | ------------------------------------------------- | --------- | ---------- | --------------------------------- |
| Timor-Leste      | Timor-Leste                                       | 1.340.513 | 1.340.513  | país observador                   |
| Fiji             | Fiji                                              | 926.276   | 926.276    | país membro                       |
| Indonesia        | Sonda Oriental                                    | 5.325.566 | 13.895.201 | províncias de um membro associado |
| Indonesia        | Molucas                                           | 1.848.923 | 13.895.201 | províncias de um membro associado |
| Indonesia        | Molucas Setentrionais                             | 1.282.937 | 13.895.201 | províncias de um membro associado |
| Indonesia        | Papua do Sudoeste                                 | 591.069   | 13.895.201 | províncias de um membro associado |
| Indonesia        | Papua Ocidental                                   | 542.999   | 13.895.201 | províncias de um membro associado |
| Indonesia        | Papua                                             | 2.022.645 | 13.895.201 | províncias de um membro associado |
| Indonesia        | Papual Central                                    | 349.634   | 13.895.201 | províncias de um membro associado |
| Indonesia        | Alta Papua                                        | 1.417.811 | 13.895.201 | províncias de um membro associado |
| Indonesia        | Papua Meridional                                  | 513.617   | 13.895.201 | províncias de um membro associado |
| Nova Caledônia   | Frente de Libertação Nacional Canaca e Socialista | 271.407   | 271.407    | partido político                  |
| Papua-Nova Guiné | Papua-Nova Guiné                                  | 8.935.000 | 8.935.000  | país membro                       |
| Ilhas Salomão    | Ilhas Salomão                                     | 652.857   | 652.857    | país membro                       |
| Vanuatu          | Vanuatu                                           | 307.815   | 307.815    | país membro                       |

| País             | País                                              | PIB Nominal 2022 (em bilhões de $) | PIB Nominal 2022 (em bilhões de $) | PIB PPC 2022 (em bilhões de $) | PIB PPC 2022 (em bilhões de $) | Status                            |
| ---------------- | ------------------------------------------------- | ---------------------------------- | ---------------------------------- | ------------------------------ | ------------------------------ | --------------------------------- |
| Timor-Leste      | Timor-Leste                                       | 2,455                              | 2,455                              | 5,347                          | 5,347                          | país observador                   |
| Fiji             | Fiji                                              | 4,859                              | 4,859                              | 12,685                         | 12,685                         | país membro                       |
| Indonesia        | Sonda Oriental                                    | 7,995                              | 40,213                             | 24,948                         | 125,484                        | províncias de um membro associado |
| Indonesia        | Molucas                                           | 3,616                              | 40,213                             | 11,283                         | 125,484                        | províncias de um membro associado |
| Indonesia        | Molucas Setentrionais                             | 4,775                              | 40,213                             | 14,900                         | 125,484                        | províncias de um membro associado |
| Indonesia        | Papua do Sudoeste                                 |                                    | 40,213                             |                                | 125,484                        | províncias de um membro associado |
| Indonesia        | Papua Ocidental                                   | 6,148                              | 40,213                             | 19,195                         | 125,484                        | províncias de um membro associado |
| Indonesia        | Papua                                             | 17,649                             | 40,213                             | 55,167                         | 125,484                        | províncias de um membro associado |
| Indonesia        | Papual Central                                    |                                    | 40,213                             |                                | 125,484                        | províncias de um membro associado |
| Indonesia        | Alta Papua                                        |                                    | 40,213                             |                                | 125,484                        | províncias de um membro associado |
| Indonesia        | Papua Meridional                                  |                                    | 40,213                             |                                | 125,484                        | províncias de um membro associado |
| Nova Caledônia   | Frente de Libertação Nacional Canaca e Socialista | 10,071                             | 10,071                             | 11,110                         | 11,110                         | partido político                  |
| Papua-Nova Guiné | Papua-Nova Guiné                                  | 31,362                             | 31,362                             | 39,083                         | 39,083                         | país membro                       |
| Ilhas Salomão    | Ilhas Salomão                                     | 1,601                              | 1,601                              | 1,671                          | 1,671                          | país membro                       |
| Vanuatu          | Vanuatu                                           | 0,984                              | 0,984                              | 0,922                          | 0,922                          | país membro                       |

## Reuniões
| Nº  | Data                         | Localização   | Host             | Host leader       |
| --- | ---------------------------- | ------------- | ---------------- | ----------------- |
| 18ª | Março de 2011                | Suva          | Fiji             | Frank Bainimarama |
| 19ª | 13 a 21 de Junho de 2013     | Numeá         | FLNKS            | Victor Tutugoro   |
| 20ª | 18 a 26 de Junho de 2015     | Honiara       | Ilhas Salomão    | Manasseh Sogavare |
| 21ª | 10 a 15 de Fevereiro de 2018 | Porto Moresby | Papua-Nova Guiné | Peter O'Neill     |
| 22ª | 19 a 24 de Agosto de 2023    | Porto Vila    | Vanuatu          | Ishmael Kalsakau  |